# Vortex en forme de fer à cheval

Un vortex en forme de fer à cheval engendré par une poussée uniforme (purement imaginaire) le long de l'envergure.

Tout changement du champ des portances crée un nouveau vortex de sillage d'après la théorie des lignes portantes.

Une distribution réaliste de la portance générant une nappe complexe de vortex dans le sillage de l'aéronef.

Le vortex en forme de fer à cheval est une représentation simplifiée pour décrire un vortex lié l'écoulement d'un fluide autour d'un obstacle. Par exemple ce modèle permet de décrire l'écoulement de l'air autour d'une aile d'avion ou autour d'un bâtiment, ou encore l'écoulement de l'eau autour des piliers de ponts.

## Vortex associé à une aile d'avion

### Description du modèle
Dans ce modèle, le tourbillon (vorticité) est modélisé par un vortex réduit à un filament de circulation uniforme se déplaçant avec l'aile et 2 vortex de sillage à l'arrière des bouts d'aile. L'ensemble a alors une forme de fer à cheval,.
Un vortex initial est dévié lorsque l'aile commence à se déformer dans le fluide. Ce vortex se dissipe sous l'action de la viscosité, à l'instar des vortex éloignés à l'arrière d'un aéronef.
Les vortex à l'extrémité des ailes provoquent un mouvement d'air descendant (downwash) qui est la cause de la traînée induite.

### Limite du modèle
Le modèle du vortex en forme de fer à cheval n'est pas réaliste du fait qu'il implique une circulation uniforme le long de l'aile et donc une distribution de portance uniforme en application du théorème de Kutta-Jukowski. D'une manière plus réaliste, la « force » (circulation) du vortex pour chacune des sections n'est pas uniforme et varie le long de l'aile et engendre une nappe de vortex à l'arrière du bord de fuite de l'aile sur toute son envergure. Néanmoins, le modèle simplifié du vortex en forme de fer à cheval appliqué à une envergure effective de l'aile et la même circulation dans le plan médian est suffisant pour modéliser le sillage loin à l'arrière de l'aéronef.

## Vortex en génie du vent
Le terme vortex en forme de fer à cheval est aussi utilisé en génie du vent pour décrire l'écoulement de l'air autour de la base d'un bâtiment de grande hauteur. Le phénomène est amplifié par la présence en amont de bâtiments de faible hauteur. Ce phénomène fut étudié par le UK Building Research Establishment entre 1963 et 1973. La cause de cet effet est désormais décrite dans les ouvrages universitaires de génie du vent.

## Vortex en hydrodynamique
En hydrodynamique, un vortex en forme de fer à cheval se forme autour des obstacles dans un écoulement hydraulique comme autour des piliers de ponts. Ils peuvent provoquer l'érosion des soubassements des piliers en amont et en aval.